# Raikoke
Raikoke (en rus: Райкоке; en japonès: 雷公計島) és una illa volcànica deshabitada que es troba al centre de les illes Kurils, al mar d'Okhotsk, al nord-oest de l'oceà Pacífic.

## Geografia
Raikoke té una forma circular, amb una longitud de 2,5 km i una amplada de 2,0 quilòmetres. La seva superfície és de 4,6 km². L'illa és un estratovolcà, la lava del qual es compon principalment de basalt. El con s'eleva per sobre d'una terrassa submarina amb una profunditat de 130 metres fins a una alçada màxima de 551 msnm. El cràter fa 700 metres d'ample i 200 de profunditat, amb colades de lava que s'estenen al llarg de la meitat oriental de l'illa. Les darreres erupcions del volcà foren el 1765, 1778, 1924 i 2019. L'erupció de 1778 va destruir el terç superior de l'illa i va provocar la mort de 15 persones per la caiguda de bombes de lava.

## Història
L'illa rebia visites dels ainus que hi anaven a pescar i caçar, però sense cap població permanent. L'illa apareix en un mapa oficial que mostra els territoris del Clan Matsumae, un domini feudal del Japó del període Edo datat el 1644, i aquestes possessions van ser confirmades oficialment pel shogunat Tokugawa el 1715. El 1855 la sobirania russa va ser reconeguda pel Tractat de Shimoda. L'illa va ser transferida a l'Imperi del Japó pel Tractat de Sant Petersburg (1875) juntament amb la resta de les illes Kurils. Després de la Segona Guerra Mundial l'illa va quedar sota el control de la Unió Soviètica, i ara està administrada com a part de l'oblast de Sakhalin de la Federació Russa.

## Fauna
L'illa acull una de les cinc grans colònies de lleons marins de Steller a les illes Kurils. Durant la primavera i l'estiu hi nia el fulmar boreal, el gavotí emplomallat, el gavotí cotorra, el somorgollaire columbí i la gavineta de tres dits.